# Vác tömegközlekedése
Vác tömegközlekedését a Volánbusz üzemelteti városi- és elővárosi autóbuszjáratok formájában. A város volt a legelső hazai vasútvonal végállomása, így a vasúti közlekedés kezdete óta része a város közlekedésének.
Vác a légi közlekedési eszközök kivételével bármilyen (föld felszíni) egyéni vagy tömegközlekedéssel megközelíthető.

## Helyi és helyközi autóbusz-közlekedés

### A váci helyi közösségi közlekedés története
1960-ban adták át az autóbusz-állomást.
1995-ben érkeztek a forgalmi térségbe az akkor legújabbnak számító Ikarus 435-ös csuklós buszok. Ezek közül egy került a helyi viszonylatokra, a DZA-050-es rendszámú. 2008 őszén történt komolyabb változás a helyi járatok történetében: a betétjáratok számozását az alapjáratokéra változtatták, valamint szinte az összes Ikarus 200-as típuscsaládba tartozó járművet lecserélték (némileg) korszerűbbekre, ami csupán annyit jelentett, hogy a helyközi járatokon használt autóbuszok közül csoportosítottak át néhányat. 2009. június 16-án a helyi járatok számozása áttért a budapesti elővárosi viszonylatokhoz igazodó vonalszámozási rendszerre. A váci képviselő-testület 2009 decemberi határozata értelmében a Volánbusz és Vác közszolgáltatási szerződése közös megegyezéssel megszűnik, mert a városnak a helyi közlekedés lebonyolításának 2009-es veszteségei miatt további tízmillió forintot kell kifizetnie a cég számára. A további szolgáltatásra közbeszerzési pályázat lesz kiírva, amelynek eredményes lezárásáig - külön szerződéssel - a Volánbusz tovább végzi váci szolgáltatását
2013-2015 között újult meg teljesen a váci vasútállomás.
A váci helyi járaton a budapesti elővárosi viszonylatokhoz igazodó vonalszámozás 2024-ig volt életben. 2024. március 1-jétől a Volánbusz a korábbi 360–366 jelzésű helyi járatokat átszámozta a más városok helyi járatoknál is alkalmazott módon. A számozás a menetrenden nem változtatott. A 360–363 viszonylatszámokat később, az év végén megkapták a Vác–Balassagyarmat térségében közlekedő helyközi buszok.

### Helyijárati autóbuszvonalak
A 2024. március 1-jétől érvényes menetrend szerint:
- 1-es busz: Szérűskert – Buki sor – Nagymező utca – Kórház
- 3-as busz: DDC – Autóbusz-állomás – Gombás – Sejce
- 4-es busz: Szérűskert – Autóbusz-állomás – Március 15. tér – Kórház – Deákvár – Autóbusz-állomás
- 5-ös busz: Autóbusz-állomás – Deákvár – Kórház – Március 15. tér – Autóbusz-állomás
- 6-os busz: Alsóváros – Deákvár – Gombási út
- 11-es busz: Szérűskert – Buki sor – Nagymező utca – Kórház – Híradó tér
- 33-as busz: Telepi utca – Gombási út 94. – Autóbusz-állomás – Szérűskert
- 55-ös busz: Autóbusz-állomás – Deákvár – Kórház – Március 15. tér – Szérűskert

#### Megszüntetett vagy átszámozott vonalak
2008 őszétől kezdődően a betétjáratok számozása Vácon a helyi járatokon megszűnt, így ezen viszonylatok az alapjárat számozását kapták, majd a budapesti agglomeráció járatszámozásos rendszerének egységesítése után a számozás tovább módosult. Ez a számozási rendszer 2024 tavaszáig tartott, amikor a helyi járatokat ismét önálló rendszerben kezdték el számozni.
- 12: Nagymező utca – Március 15. tér – Buki sor (– Szérűskert)
- 13i: Autóbusz-állomás – Buki sor – Szérűskert
- 14: Szérűskert – Buki sor – Autóbusz-állomás
- 22: DCM – Autóbusz-állomás – Deákvár, ABC (Gyógyszertár)
- 23: DCM – Autóbusz-állomás
- 31: Híradó tér – Kórház – Nagymező utca – Gumigyár
- 32: Híradó tér – Deákvár, ABC (Gyógyszertár) – Nagymező utca
- 41: Autóbusz-állomás – Gombási út 94. – Gombás – Sejce, lakótelep – Sejce, kőbánya
- 360: Szérűskert - Nagymező u. - Kórház
- 361: Telep utca - Autóbusz-állomás - Szérűskert
- 362: Szélső sor - Deákvár - Autóbusz-állomás - DDC
- 363: Autóbusz-állomás - Gombás - Sejce lakótelep
- 364: Autóbusz-állomás - Március 15. tér - Kórház - Autóbusz-állomás
- 365: Autóbusz-állomás - Kórház - Március 15. tér - Autóbusz-állomás
- 366: Gombási út - Deákvár - Alsóváros

### Csomópontok, átszállási lehetőségek

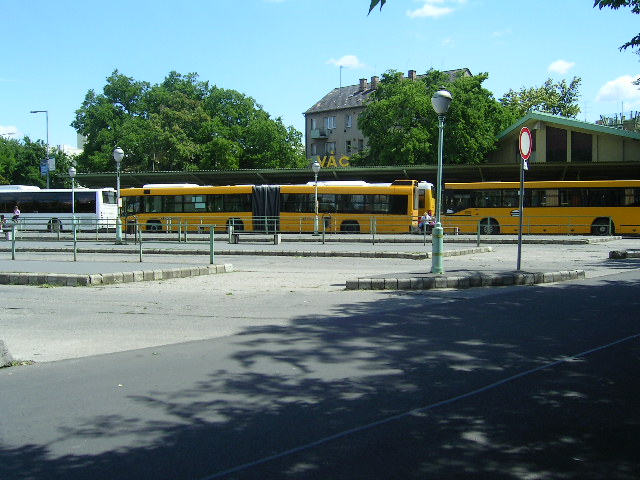
Az autóbusz-állomás

A helyi viszonylatok fontosabb csomóponti megállói: Autóbusz-állomás (fotógaléria az autóbusz állomásról), Buki sor, Nagymező utca, Gombási út 94., Deákvár-ABC. A helyi autóbusz-közlekedés szempontjából megemlíthető még a Kórház, a Híradó tér, a Telep utca és a Konstantin tér megállók, mint csomópontok.
A helyi viszonylatok mindegyike érint vasúti megállót (Vác-alsóváros és Kisvác megállók), illetve az autóbusz-állomást is érintő (vagy onnan induló és oda érkező) helyi autóbuszok közvetlen kapcsolatot teremtenek a vasútállomás és a város távolabbi pontjai között lévén, hogy az autóbusz-állomás és a vasútállomás közötti távolság alig 200 méter.
Helyközi és távolsági autóbuszjáratokra lehet átszállni a Telep utca, a DCM főbejárat, az Oktatási Centrum, az Autójavító, a Földváry tér, a Honvéd utca megállóknál és értelemszerűen az Autóbusz-állomáson.

### Helyközi közlekedés
Vácról közvetlen helyközi autóbuszjáratokkal lehet megközelíteni majdnem az összes szomszédos Pest vármegyei és részben Nógrád vármegyei települést: a Váci kistérség (kivéve Nagymaros), a Veresegyházi kistérség és Gödöllőt, a Dunakeszi kistérség (Mogyoród kivételével), a Szobi kistérség néhány települését (kivéve Zebegény) és a Rétsági kistérség településeinek nagy részét, Aszódot, valamint értelemszerű Budapestet. Továbbá közvetlenül elérhető Salgótarján. Részletesebben lásd itt: 
2009. június 16-ától(, ) kezdődően a csak járatviszonylat-jelöléses utastájékoztató rendszer megszűnt a Budapest-Vác forgalmi térségben és helyette a járatszámozásos rendszer lépett életbe, tehát a helyközi autóbuszok is számozást kaptak (pl. 300-as busz, ami korábban a Vác autóbusz-állomás-Budapest, Újpest-központ viszonylatjelöléssel volt ellátva). Korábban is volt ezen viszonylatoknak számozott jelölése, de az csupán forgalomtechnikai okokból (a példaként említett most 300-as jelölést kapott viszonylat eredeti forgalomtechnikai viszonylati számozása 2005-ös volt). 2009 őszén várható a Vácról északi irányban, a Börzsöny felé közlekedő autóbuszok beszámozása

#### Vácot érintő, számozott helyközi autóbusz vonalak
- 300: Budapest – Dunakeszi – Vác
- 314: Budapest – Őrbottyán – Vácrátót – Vácduka - Vác
- 328: Vác – Tolmács – Rétság – Dejtár
- 329: Vác – Felsőpetény – Rétság
- 330: Vác – Nőtincs – Ősagárd – Felsőpetény
- 331: Vác – Nógrád – Diósjenő
- 332: Vác – Rétság – Bernecebaráti – Szob
- 333: Vác – Kosd
- 334: Vác – Penc – Nézsa – Galgaguta
- 335: Vác – Legénd – Galgaguta – Szirák
- 336: Rétság – Alsópetény – Vác
- 337: Vác – Penc – Felsőpetény – Rétság
- 338: Vác – Penc – Acsa – Galgagyörk
- 339: Vác – Vácduka – Váchartyán – Püspökszilágy
- 342: Vác – Őrbottyán – Galgamácsa – Aszód
- 343: Vác – Sződ – Csörög
- 345: Vác – Göd
- 347: Vác – Váchartyán – Galgamácsa – Aszód
- 348: Hatvan – Aszód – Vác
- 350: Vác – Kóspallag – Márianosztra – Szob
- 351: Vác – Szokolya – Királyrét
- 360: Vác – Rétság – Érsekvadkert – Balassagyarmat – Szécsény – Salgótarján
- 361: Vác – Rétság – Tereske – Érsekvadkert – Balassagyarmat – Szécsény – Salgótarján
- 362: Vác – Rétság – Romhány – Érsekvadkert
- 363: Vác – Rétság
- 371: Vác – Dunakeszi – Fót (gyorsjárat)
- 455: Gödöllő – Veresegyház – Vácrátót – Vác

### Járműpark

#### Helyi járati járműpark
Vác helyi járat állományát elsősorban Credo Econell 12-k alkotják, de megfordulnak rajta a helyközi vonalakon is szolgáló Credo Inovell 12 és MAN ÜL 313.

#### Helyközi járati járműpark
A helyközi járatok járművei értelemszerűen megegyeznek a Volánbusz flottájába tartozó járművekkel, szinte az összes típus megfordul a forgalmi térségben. Komolyabb változás az Ikarus 200-as járműcsalád selejtezése volt 2008-ban, majd az ezt követő Volvo 7700A-k beszerzése, amivel párhuzamosan az Ikarus 435-ösök is kezdtek eltűnni az utakról. A legújabb típusok, amik 2009 tavaszán jelentek meg a váci forgalmi térségben, azok a Neoplan N4416Ü és a MAN ÜL 313 típusú buszok. Csuklós járműveket kizárólag a Vác–Göd–Dunakeszi–Budapest(300), Vác-Veresegyház-Szada-Gödöllő(455),és ritkán, a Vác-Rád-Penc(334) járatokra vezényel ki a Volánbusz. Korábban Rádról is közlekedett külön buszjárat a reggeli csúcsidőben. Minden más forgalmi területen szóló buszok közlekednek: Credo Econell 12, Credo Inovell 12, MAN ÜL313, Ikarus C56, E94 és E95 stb. A Volánbuszba történt integrációt követően a KMKK Volvo 8500-asai és 8900-asai és a Credo IC-k is a Volánbuszhoz kerültek.

### Díjszabás

#### Helyi járatokon
A helyi járatokon első ajtós felszállás van bevezetve. A buszsofőr ellenőrzi a bérlet érvényességét (így a bliccelés gyakorlatilag kizárható, ráadásul jegyellenőrök is rendszeresen felbukkannak a járatokon), valamint menetjegyet is értékesít. Helyi járati jegy elővételben csak az autóbusz-állomáson vásárolható jegypénztárból vagy jegyautomatából. Az autóbusz-állomáson helyi járatra csak előre váltott jeggyel lehet felszállni.
A helyi vonalakon jelenleg (2016) a sofőrnél váltott egy útra szóló menetjegy ára 300 Ft.
Helyi járatokra havi és félhavi bérlet váltható összvonalas vagy adott vonalra szóló érvényességgel. A helyi járati jegyek és bérletek árát a város önkormányzata határozza meg.

#### Helyközi járatokon
A helyközi járatokon a jegy ára a megtenni kívánt távolságtól függ. A Budapestre közlekedő helyközi viszonylatokon (300-as és 314-es busz) a Budapest Bérlet is használható, ekkor csak a BB-szakaszhatárig kell jegyet vagy bérletet vásárolni.

## Vasúti közlekedés

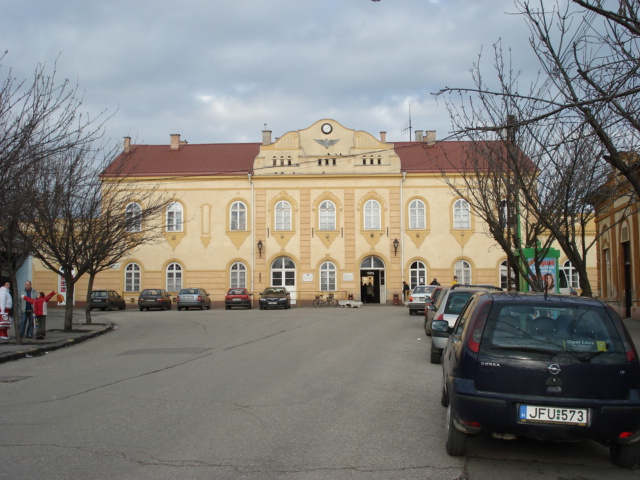
Vác vasútállomás még a felújítás előtt

Vácon jelenleg négy vasútvonal fut össze: a 70-es Budapest–Szob, a 71-es Budapest–Vácrátót–Vác, a 75-ös Vác–Balassagyarmat és a 77-es menetrendi számú Vác-Aszód viszonylat, utóbbin a személyszállítás szünetel. A vasúti közlekedés a 70-es vonalon Budapest irányába bír a legsűrűbb követéssel és a legszínvonalasabb kínálattal. Hazánkban elsőként itt vezették be az ütemes menetrendet. A város központja közelében van a vasútállomás. A vasútállomás pénztáraiban többféle BKK napijegyjegy és havi bérlet is vásárolható.
A városban még három vasúti megálló található a közigazgatási határon belül: a kisváci, az alsóvárosi és a máriaudvari. A kisváci és a máriaudvari megállók forgalma kicsi. (Előbbi a 75-ös, utóbbi a 71-es vonalon található.)

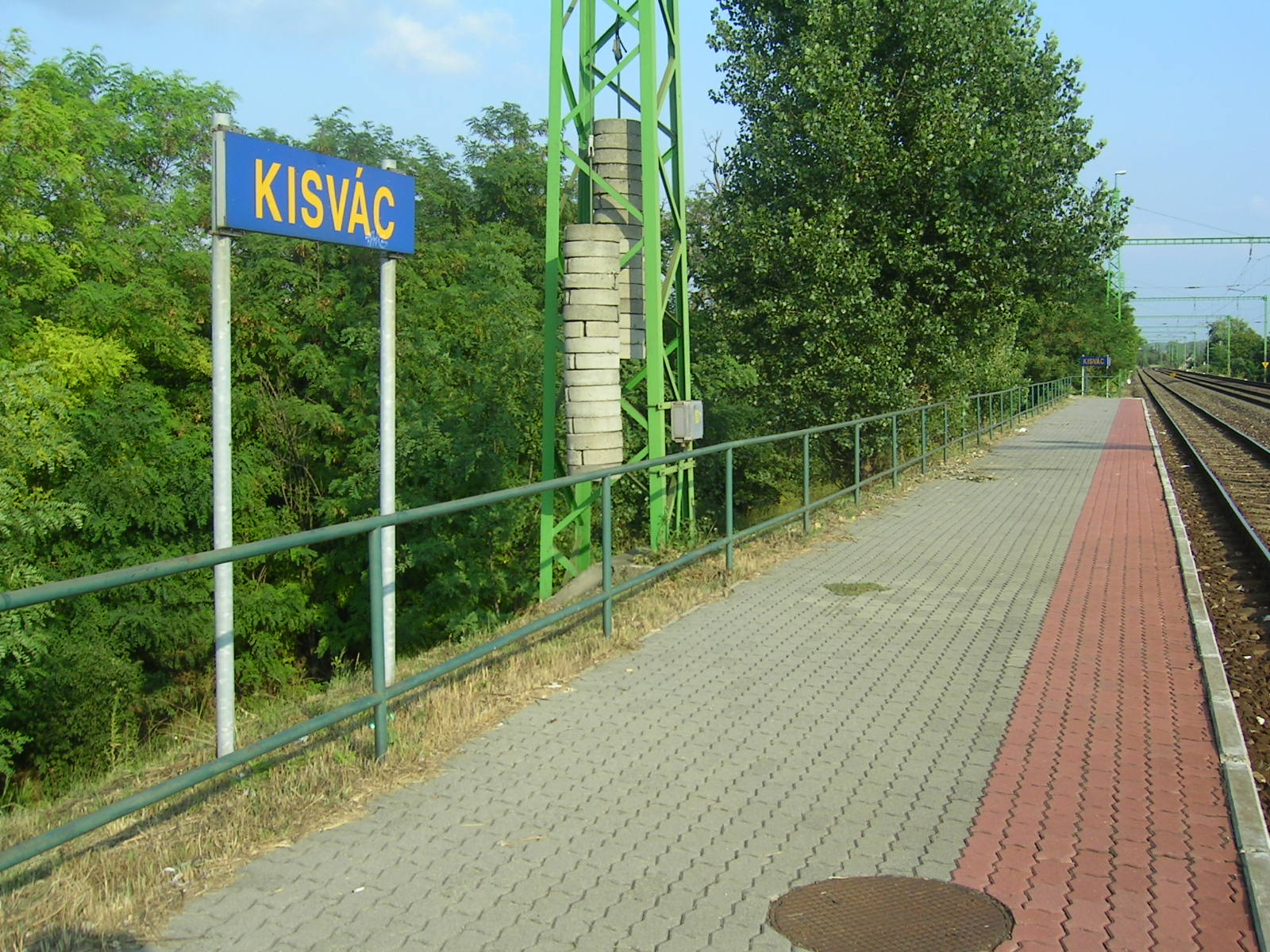
Kisvác megállóhely

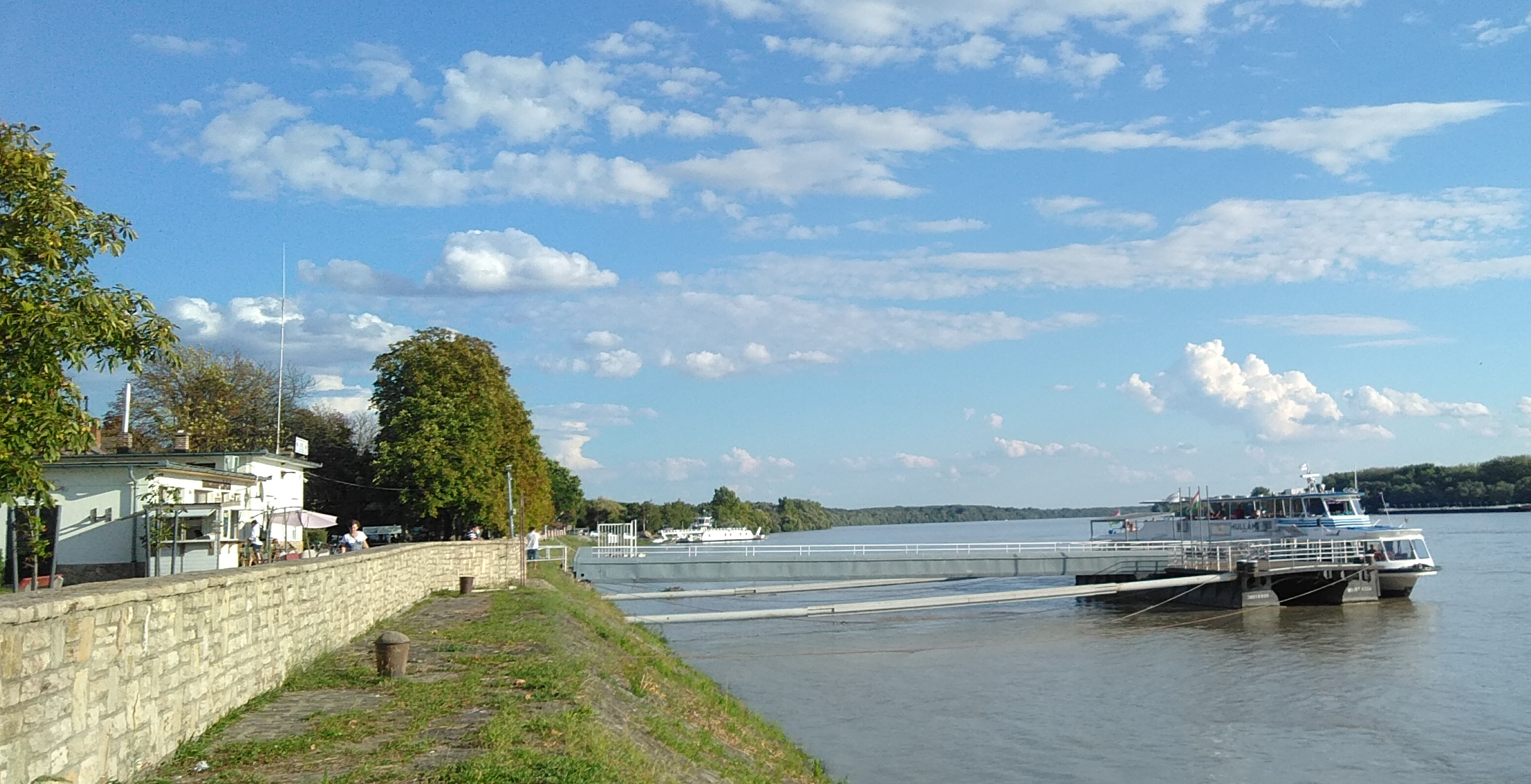
A váci hajóállomás

Az alsóvárosi vasúti megállóhely azonban rendkívül forgalmas, nem csak az alsóvárosi lakótelep közelsége miatt, hanem mert a külvárosi ipartelep és az alsóvárosi piac is itt található. Elsősorban az ipari körzetben dolgozók veszik igénybe a vasutat, egy megállónyi utazásra, a váci „nagyállomástól” az alsóvárosig. Így kijelenthető, hogy a városon belüli közlekedésből szervesen kiveszi a részét a vasút. Budapest irányába pedig az alsóvárosi lakótelepen élőknek ad közvetlen eljutási lehetőséget a Nyugati pályaudvar, illetve Veresegyház irányába.
A nyári turistaszezon alatt Vácon megállnak a Budapestről Szobra tartó gőzmozdonnyal vontatott, korhű kocsikkal közlekedő nosztalgiavonatok.
2007. decembere óta Vácon is megállnak az európai városokat összekötő EuroCity és EuroNight vonatok, melyeknek köszönhetően átszállás nélküli kapcsolat nyílik Vác és számos európai világváros között. Például Hamburg, Prága, Varsó felé. A nyári szezon alatt még Szalonikibe is[forrás?] valamint belföldi személyvonati forgalomban a Balaton térségébe is.

## Rév és hajózás

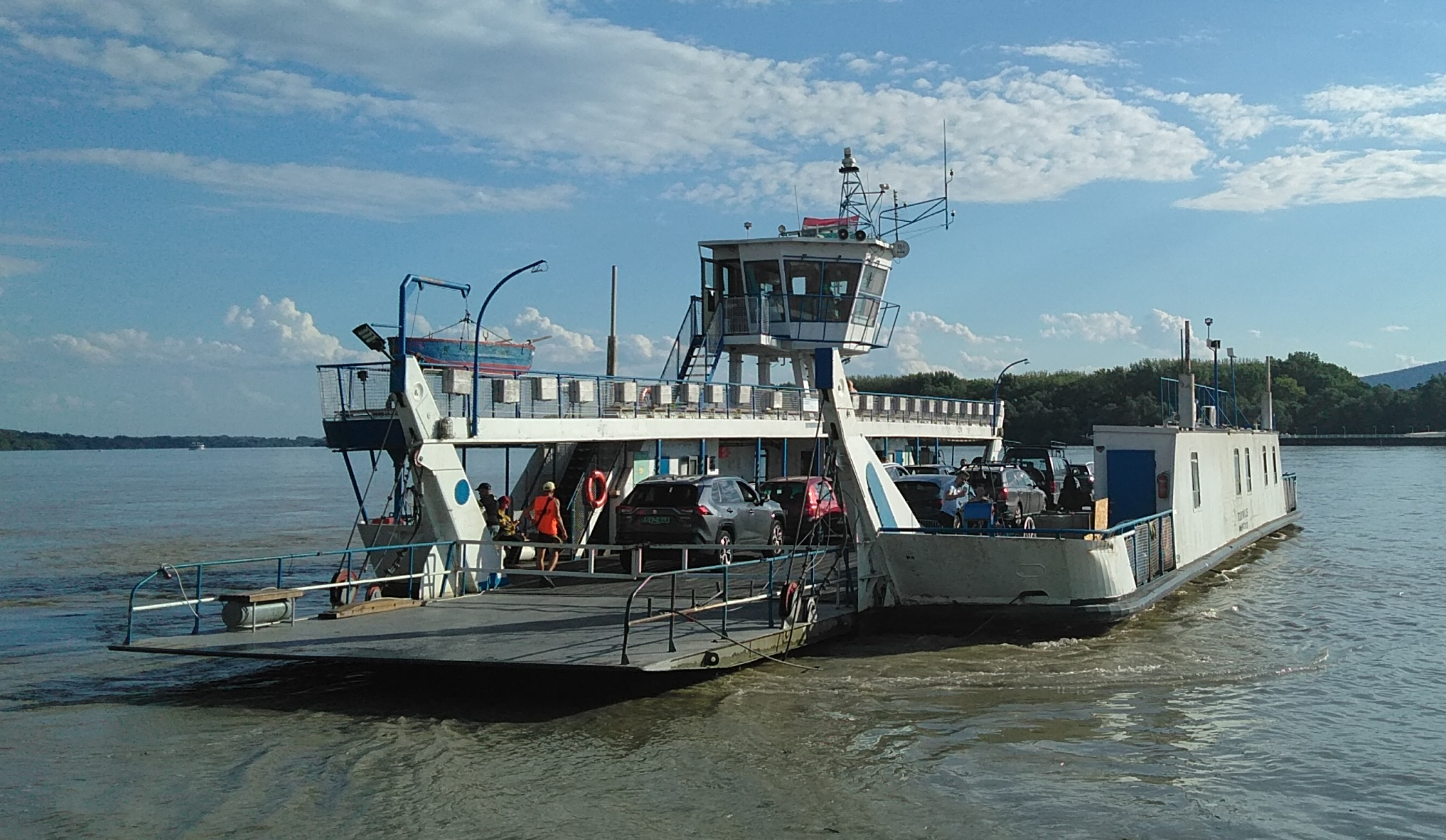
Vác és Tahitótfalu közötti dunai komp

Vácot rév köti össze a Szentendrei-szigettel; a váci révállomásra a 2-es főútból kiágazó 12 303-as út vezet, a túlparti állomást a folyó tahitótfalui oldalán az 1114-es út szolgálja ki. A szigeti kikötőtől menetrend szerinti csatlakozó autóbusszal (890) lehet Tahitótfalu és Szentendre irányába utazni. A révet nem csak gyalogosok, hanem közúti járművek is igénybe vehetik. A révet egy magánvállalkozás üzemelteti.
Vác a Budapest – Esztergom (– Pozsony – Bécs – Passau) hajózási útvonal mentén fekszik, ezért tavasztól őszig napi rendszerességgel közlekednek kirándulóhajók Nagymaros, Visegrád és Zebegény érintésével Esztergomig. A Duna-part mentén sétálók télen-nyáron sűrű teherhajóforgalmat figyelhetnek meg.